# Galina Kmit
Galina Kmit (Odessa, 16 décembre 1931 - Moscou, 20 avril 2019) est une photographe russe,.

## Biographie
Fille de l'écrivain et journaliste ukrainien Vassili Radych, Galina Kmit naît à Odessa. 
Elle a travaillé pour RIA Novosti.
Elle a été membre de l'Union des cinéastes de la fédération de Russie et académicienne. Elle a photographié plusieurs personnalités : Iouri Loujkov, Oleg Tabakov, Viatcheslav Tikhonov, Stanislav Govoroukhine, Ielena Iakovleva, Nikita Mikhalkov… 
Morte à Moscou, Galina Kmit est inhumée au cimetière Troïekourovskoïe. 

## Vie privée
Elle était la femme de l'acteur Leonid Kmit.